# NGC 3641
NGC 3641 (również PGC 34780 lub UGC 6370) – galaktyka eliptyczna (E), znajdująca się w gwiazdozbiorze Lwa. Odkrył ją Albert Marth 22 marca 1865 roku.